# Roque Santos
Roque James Santos (ur. 8 stycznia 1968 w Chico w  Kalifornii) – amerykański pływak specjalizujący się w stylu klasycznym, olimpijczyk.
Reprezentował Stany Zjednoczone w konkursie pływania 200 m stylem klasycznym na Letnich Igrzyskach Olimpijskich 1992, które odbyły się w Barcelonie. W rundzie eliminacyjnej ukończył konkurencję w czasie 2:14.71 i zajął 3. miejsce. Dotarł do finału B, gdzie zajął 4. miejsce z czasem 2:15.73.